# Les Roches-de-Condrieu
Les Roches-de-Condrieu – miejscowość i gmina we Francji, w regionie Owernia-Rodan-Alpy, w departamencie Isère.
Według danych na rok 1990 gminę zamieszkiwało 1836 osób, a gęstość zaludnienia wynosiła 1783 osób/km² (wśród 2880 gmin regionu Rodan-Alpy Les Roches-de-Condrieu plasuje się na 470. miejscu pod względem liczby ludności, natomiast pod względem powierzchni na miejscu 1711.).